# Tetricus
Gaius Pius Esuvius Tetricus byl uzurpátor římského trůnu, spravující v letech 271–274 Galii a Británii. Datum jeho narození je neznámé, z členů jeho rodiny je v pramenech uváděn pouze syn Tetricus Mladší.

## Původ a kariéra
Tetricus byl posledním vládcem tzv. „galského císařství“, krátkodobého státního útvaru na půdě impéria, který vznikl v souvislosti se zajetím císaře Valeriana Peršany (260) a následným oslabením centrální vlády. Podle kronikářů pocházel z urozené galořímské rodiny, byl členem senátu a za uzurpátora Victorina (269–271) spravoval jako místodržitel Akvitánii.

## Vláda
Císařem se Tetricus stal roku 271 v Burdigale (Bordeaux), krátce po zavraždění svého předchůdce Victorina. Zásluhu na tom měla především Victoria, jeho příbuzná a zároveň Victorinova matka, která podplatila vojáky, aby Tetrika akceptovali za vladaře.
Situace v Galii byla pro Tetrika od počátku málo povzbudivá. Místodržitel provincie Belgiky Faustinus proti němu popichoval vojáky a v Římě vládl jeden z nejenergičtějších císařů vůbec – Lucius Domitius Aurelianus, o němž se dalo předpokládat, že bude usilovat o znovupřipojení odpadlých provincií k impériu. Tato hrozba se ještě zvýšila po roce 272, kdy Aurelianus porazil palmýrskou královnu Zenobii a podmanil si všechny východní državy svých předchůdců.
Ačkoli se Tetricus na Aurelianův vpád pečlivě připravoval a již roku 273 jmenoval svého syna caesarem, nakonec k bojům prakticky nedošlo. Když Aurelianus v létě roku 274 vtrhl do Galie, zradil Tetricus nečekaně své vojáky, přešel na císařovu stranu a byl pak spolu se Zenobií veden na podzim v triumfálním průvodu. Císař mu nejen daroval život, ale ustanovil ho i correctorem Lukánie.
Tetricus zemřel ve vysokém věku neznámo kdy.